# Saison 14 de Bobino
Cet article concerne la saison 14 de la série télévisée québécoise Bobino.
L'émission est diffusée à 16 h.

## Saison 14 (1970 - 1971)
1. Bobino et Bobinette reviennent de vacances.  Bobinette s’aperçoit avec effroi que sa maison a disparu.  Diffusion : le lundi 7 septembre 1970. (Premier épisode de la saison.)
2. C’est aujourd’hui que le général Garde-à-vous revient de vacances.  Bobino et Bobinette lui préparent une réception qui tournera à la catastrophe.  Diffusion : le mardi 8 septembre 1970.
3. Bobino et Bobinette jouent l’histoire du petit soldat de plomb de Hans Christian Andersen.  Diffusion : le mercredi 9 septembre 1970.
4. Bobinette invente un nouveau système de téléscripteur pour soulager son grand frère dans le travail de la librairie.  Diffusion : le jeudi 10 septembre 1970.
5. Monsieur Plumeau a été réveillé, la nuit dernière, par d’énormes ronflement semblant provenir de la librairie.  On fait enquête sur l’origine de ces ronflements.  Diffusion : le vendredi 11 septembre 1970.
6. Bobinette entreprend de lutter contre la pollution de l’air, véritable fléau de nos grandes villes modernes.  Réalisation : Gilles Brissette.  Diffusion : le lundi 14 septembre 1970.
7. Mademoiselle Prune doit aller à l’opéra.  Bobinette organise un défilé de mode pour qu’elle puisse se choisir une toilette originale, pour cette occasion.  Diffusion : le mardi 15 septembre 1970.
8. Le professeur Barbenzinc a décidé de faire l’élevage dans sa chambre d’auberge.  Bobinette veut le faire renoncer à son projet.  Diffusion : le mercredi 16 septembre 1970.
9. Au lieu de collectionner les photographies de ses personnages favoris, Bobinette pense qu’il serait plus souhaitable d’en avoir un sous la main qui pourrait rendre service à la librairie familiale.  Diffusion : le jeudi 17 septembre 1970.
10. Bobinette cherche un bon moyen pour cacher aux oiseaux le venue de l’automne.  Elle n’a pas envie de les voir partir pour les pays chauds.  Diffusion : le vendredi 18 septembre 1970.
Semaines du 19 septembre au 23 octobre 1970 : aucune description disponible.
11. Aucune description disponible.
12. Aucune description disponible.
13. Aucune description disponible.
14. Aucune description disponible.
15. Bobinette dessine les plans pour que Bobino lui fabrique une maison de poupée. Diffusion : le vendredi 30 octobre 1970.
16. Mademoiselle Prune doit aller à un concert nocturne, mais elle a peur de sortir toute seule la nuit.  Diffusion : le lundi 2 novembre 1970.
17. Aucun synopsis.  Diffusion : le mardi 3 novembre 1970.
18. Bobinette prétend que les personnages de contes de fées peuvent très bien exister, en chair et en os.  Bobino lui joue un tour; elle se venge à sa façon, mais ni l’un ni l’autre n’aura le dernier mot.  Diffusion : le mercredi 4 novembre 1970.
19. Bobinette veut prouver à Bobino que c’est par manque de conscience qu’il refuse toujours de lui acheter des pétards à la farine.  Diffusion : le jeudi 5 novembre 1970.
20. Bobinette prétend qu’elle ne peut plus entrer dans sa petite maison car un monstre terrible s’y est installé.  Bobino est sceptique.  Diffusion : le vendredi 6 novembre 1970.
21. Bobinette veut une nouvelle « bouse » où mettre son argent.  Elle décide d’en demander une au Conseil des arts.  Diffusion : le lundi 9 novembre 1970.
22. Bobino explique à Bobinette comment les chanteurs qui ont une extinction de voix peuvent quand même donner des récitals en faisant du « lipsing ».  Diffusion : le mardi 10 novembre 1970.
23. Bobino explique à Bobinette ce que c’est un fossile.  Partant de ses explications, elle décide de lui jouer un bon tour.  Diffusion : le mercredi 11 novembre 1970.
24. Bobinette joue les « orienteurs » pour prouver à son grand frère qu’il aurait peut-être dû choisir un autre métier que celui de libraire.  Diffusion : le jeudi 12 novembre 1970.
25. Bobinette renouvelle « en chambre » le fameux exploit du docteur Bombard.  Diffusion : le vendredi 13 novembre 1970.
26. Bobinette a peur que la ligne de téléphone du magasin tombe subitement en dérangement.  Diffusion : le lundi 16 novembre 1970.
27. Bobino et Bobinette font le pastiche d’une célèbre émission de télévision hebdomadaire de Radio-Canada.  Diffusion : le mardi 17 novembre 1970.
28. Bobino ne veut pas que  Bobinette joue à la poupée avec de la vraie nourriture.  Hélas, en voulant le satisfaire, elle le lancera dans une fâcheuse aventure.  Diffusion : le mercredi 18 novembre 1970.
29. Bobinette prétend que son grand frère ne peut pas donner d’insignes-récompenses à quelqu’un qui n’aurait pas fait de dessins pour le concours, même s’il s’agit du directeur général de la radiodiffusion française.  Diffusion : le jeudi 19 novembre 1970.
30. Bobinette veut enseigner une fable de La Fontaine au perroquet de monsieur Plumeau, ce dernier devant le présenter à un concours d’oiseaux parleurs.  Diffusion : le vendredi 20 novembre 1970.
31. Bobinette se lance dans une nouvelle idée : celle de fournir en prime, avec chaque livre de la librairie familiale, un disque de bruits ambiants.  Diffusion : le lundi 23 novembre 1970.
32. Bobino apporte une aide fâcheuse à Bobinette qui fabrique une coiffe de Sainte-Catherine pour mademoiselle Prune.  Diffusion : le mardi 24 novembre 1970.
33. Bobino refuse à Bobinette la permission d’abandonner les tout-petits pour aller aider monsieur Plumeau à fabriquer de la tire Sainte-Catherine.  Elle tente de prouver qu’elle a le don d’ubiquité.  Diffusion : le mercredi 25 novembre 1970.
34. Bobinette a besoin de trente-cinq sous pour son cours du soir.  Comme Bobino est trop occupé pour les lui donner tout de suite, elle trouve une bonne solution pour les avoir quand même.  Diffusion : le jeudi 26 novembre 1970.
35. Bobinette imagine un nouveau modèle de super-avion géant pouvant atterrir sur une mini-piste.  Diffusion : le vendredi 27 novembre 1970.
36. Le général Garde-à-vous a besoin d’une ordonnance-secrétaire pour préparer les prochaines grandes manœuvres.  Diffusion : le lundi 30 novembre 1970.
37. Bobinette veut donner des cours aux fleurs de tournesols pour qu’elles apprennent à bien tourner toujours leurs « têtes » vers le soleil.  Diffusion : le mardi 1er décembre 1970.
38. Bobinette n’aime pas faire la vaisselle et trouve une bonne méthode pour échapper à cette corvée .  Diffusion : le mercredi 2 décembre 1970.
39. Aucune description disponible.  Diffusion : le jeudi  3 décembre 1970.
40. Le cheval du général Garde-à-vous a froid dans son écurie.  Bobinette trouve de bonnes solutions pour le réchauffer.  Diffusion : le vendredi 4 décembre 1970.
41. À l’occasion de la sortie de leur disque de Noël (i.e. le temps des fêtes), Bobino et Bobinette démontrent comment on s’y prend pour enregistrer un disque.  Diffusion : le lundi 7 décembre 1970.
42. Bobinette ne veut plus que Bobino se fatigue à monter sans arrêt l’escalier qui conduit chez le général Garde-à-vous.  Diffusion : le mardi 8 décembre 1970.
43. Bobinette invente un nouveau système de porte-plume qui devrait révolutionner toute l’industrie du stylo.  Diffusion : le mercredi 9 décembre 1970.
44. Bobinette veut jouer l’histoire de Cendrillon avec son grand frère, mais celui-ci, très fatigué, aime mieux danser.  Diffusion : le jeudi 10 décembre 1970.
45. Bobinette montre à Bobino ce qu’il reste à faire quand on est victime d’une panne de courant.  Diffusion : le vendredi 11 décembre 1970.
46. Bobinette veut aider les lutins du Père Noël à fabriquer des jouets.  Diffusion : le lundi 14 décembre 1970.
47. Bobinette veut soulager dans son travail le facteur du village qui est débordé par la livraison du courrier de Noël.  Diffusion : le mardi 15 décembre 1970.
48. Bobinette doit aller au concert, mais elle a des problèmes vestimentaires.  Diffusion : le mercredi 16 décembre 1970.
49. Bobinette imagine un stratagème pour connaître l’objet d’une surprise que veut lui faire le professeur Barbenzinc.  Diffusion : le jeudi 17 décembre 1970.
50. Bobinette trouve que la vitrine de la librairie n’a pas d’allure.  Elle dessine un projet de vitrine animée.  Diffusion : le vendredi 18 décembre 1970.
51. Bobino ne sait quoi offrir à Gustave et à Tapageur pour Noël.  Bobinette lui fait des suggestions.  Diffusion : le lundi 21 décembre 1970.
52. Le professeur Barbenzinc a brisé involontairement la décoration de Noël que Bobino avait mise sur la porte.  Bobinette trouve une bonne idée pour la remplacer.  Diffusion : le mardi 22 décembre 1970.
53. Pour concurrencer les poinsettias qu’on utilise comme fleurs de Noël, Bobinette invente une nouvelle sorte de fruits : les fruits de Noël.  Diffusion : le mercredi 23 décembre 1970.
54. Bobino cherche un bon moyen pour goûter à une bûche de Noël que Bobinette a préparée pour le général Garde-à-vous. Il craint qu’elle ne soit pas mangeable.  Bobinette veut jouer un bon tour à Bobino, mais finalement, c'est le général Garde-à-vous qui se fera prendre.  Dessins animés présentés: Kiri le clown: Ratibus joue un tour à Pip'lett avec la souris Cri-cri;   Woody Woodpecker: Convict Concerto; Titus le petit lion: Un bain qui fait du bien.  Diffusion : le jeudi 24 décembre 1970.
55. Bobinette fait revivre à Bobino un beau rêve de Noël qu’elle vient de faire.   Bobinette se déguise en ange et raconte qu'elle disait dans son rêve "C'est Noël!  Paix sur la terre aux hommes de bonne volonté".  Elle rencontre un homme qui lui dit: "ce que vous dites ne intéresse pas.  Je ne suis pas un homme de bonne volonté".  Bobinette en profite pour jouer un bon tour à Bobino.  Aucune information sur les dessins animés présentés.  Diffusion : le vendredi 25 décembre 1970.
56. Bobinette a un œil au beurre noir.  Elle trouve un bon moyen pour protéger son deuxième œil contre un tel malheur.  Diffusion : le lundi 28 décembre 1970.
57. Bobino veut échanger à mademoiselle Prune des livres qu’elles a reçus en double à Noël.  Bobinette prouve à son grand frère que ça peut créer un fâcheux précédent.  Diffusion : le mardi 29 décembre 1970.
58. Le général Garde-à-vous demande à Bobinette de lui rendre service.  Malheureusement, Bobino s’en mêle et cela tournera au tragique.  Diffusion : le mercredi 30 décembre 1970.
59. À la suite des événements d’hier, Bobino est de mauvaise humeur.  Mais tout s’arrangera, non sans que Bobinette lui joue encore un tour.  Diffusion : le jeudi 31 décembre 1970.
60. Bobinette organise un grand spectacle pour marquer le premier janvier.  Il s'agit d'une comédie musicale intitulée Le jour de l'An du bonhomme de neige.  Elle réussira à convaincre Bobino d'interpréter le bonhomme de neige.  On présente dans cet épisode les dessins animés suivants:  Bonhommet et Tilapin: Tilapin a le hoquet; Les aventures de Gumby: épisode: Gumby fait de la pluie pour le roi et son royaume; Pépin la bulle: Bamao prend son bain.  Diffusion : le vendredi 1er janvier 1971[1].
61. Aucune description disponible. Diffusion : le lundi 4 janvier 1971.
62. Le professeur Barbenzinc a brisé involontairement la décoration de Noël que Bobino avait mise sur la porte.  Bobinette trouve une bonne idée pour la remplacer. Diffusion : le mardi 5 janvier 1971.
63. Aucune description disponible. Diffusion : le mercredi 6 janvier 1971.
64. Aucune description disponible. Diffusion : le jeudi 7 janvier 1971.
65. Aucune description disponible. Diffusion : le vendredi 8 janvier 1971.
Aucune description disponible du 9 janvier au 7 février 1971.
66. Bobinette se fabrique une voiture de poupée et donne une bonne leçon à Bobino.  Diffusion : le lundi 8 février 1971.
67. Bobinette joue les secrétaires de dentistes et propose des nouveaux modèles de « bridges ».  Diffusion : le mardi 9 février 1971.
68. Bobinette vexe involontairement son grand frère en s’amusant d’une pièce qu’il porte à son veston.  Pour tout arranger, elle décide de lui fabriquer une belle veste toute neuve.  Diffusion : le mercredi 10 février 1971.
69. Bobinette montre à son grand frère qu’il n’a pas besoin d’avoir un livre pour étudier la botanique : elle a tout ce qu’il faut dans son entourage.  Diffusion : le jeudi 11 février 1971.
70. Bobinette voudrait partir en voyage, mais Bobino n’est pas d’accord. Elle trouve une bonne idée pour qu’il soit tenté de voir du pays.  Diffusion : le vendredi 12 février 1971.
71. Le général Garde-à-vous, qui est champion de boxe, met son titre en jeu.  Bobinette craint l’issue du combat alors que le général tient à ce qu’il ait lieu.  Diffusion : le lundi 15 février 1971.
72. Gustave est sorti.  Il risque de rentrer trop tard pour préparer le souper.  Bobinette décide de le remplacer.  Diffusion : le mardi 16 février 1971.
73. Bobino explique ce qu’est une caricature.  Bobinette décide d’en faire une.  Le résultat est inattendu.  Diffusion : le mercredi 17 février 1971.
74. Bobinette montre à son grand frère qu’elle est vraiment charitable.  Diffusion : le jeudi 18 février 1971.
75. Bobinette veut faire dire à Bobino qu’elle est plus sage que Brinbelle, la fameuse poupée de l’émission « La Souris verte ».  Diffusion : le vendredi 19 février 1971.
76. Bobinette a pitié des petits ours qui, en hiver, dorment dans un trou.  Elle décide de leur donner un peu de confort.  Diffusion : le lundi 22 février 1971.
77. Bobinette prouve à Bobino qu’il faut toujours essayer une nouvelle invention avant de la mettre en service.  Diffusion : le mardi 23 février 1971.
78. Le général Garde-à-vous a demandé à Bobino de brosser son habit de cérémonie.  Malheureusement, son chapeau subira un triste de sort.  Diffusion : le mercredi 24 février 1971.
79. On a organisé un concours en vue d’élire un roi ou une reine des farceurs.  Bobinette veut y participer.  Diffusion : le jeudi 25 février 1971.
80. Monsieur Plumeau n’a pas beaucoup de clients dans son auberge.  Bobinette trouve une bonne idée pour lui en envoyer.  Diffusion : le vendredi 26 février 1971.
81. Bobinette n’a pas envie de faire le ménage dans sa petite maison.  Elle trouve une bonne idée pour échapper à cette corvée.  Diffusion : le lundi 1er mars 1971.
82. Les grandes manœuvres sont annulées et le général Garde-à-vous est furieux.  Il fait les cent pas dans sa chambre en faisant trembler toute la maison.  Diffusion : le mardi 2 mars 1971.
83. Bobinette invente une nouvelle langue internationale qui permettra aux peuples de mieux se comprendre mutuellement.  Diffusion : le mercredi 3 mars 1971.
84. Bobinette décide d’organiser une soirée de danses espagnoles pour mousser la vente des livres sur l’Espagne.  Diffusion : le jeudi, le 3 mars 1971.
85. Ernest, l’ami de Bobinette a reçu un joli train pour son anniversaire; mais son petit frère a déchiré l’illustration qui était collée sur la boîte.  Diffusion : le vendredi 5 mars 1971.
86. Bobinette demande à son grand frère de jouer avec elle l’histoire de La Belle aux cheveux d’or.  Diffusion : le lundi 8 mars 1971.
87. Bobinette prépare des annonces publicitaires pour vanter la qualité des crayons-feutre vendus à la librairie Gustave et compagnie.  Diffusion : le mardi 9 mars 1971.
88. Tapageur est malade et ne peut accompagner le général Garde-à-vous qui l’a invité à souper à la caserne.  Bobino apprendra à ses dépens en quoi consiste la maladie de Tapageur.  Diffusion : le mercredi 10 mars 1971.
89. Bobinette prétend qu’une caisse-enregistreuse devrait servir à enregistrer la voix.  Elle modifie celle qui est à la librairie.  Diffusion : le jeudi 11 mars 1971.
90. Bobinette a peur que son grand frère n’ait plus d’insignes-récompenses pour envoyer aux tout-petits qui ont fait de beaux dessins. Elle trouve une solutions de remplacement. Diffusion : le vendredi 12 mars 1971.
91. Bobinette invente un nouveau modèle d’horloge astronomique qu’elle installe dans la librairie.  Diffusion : le lundi 15 mars 1971.
92. Bobinette veut prouver à Bobino que Diogène avait bien raison d’habiter dans un tonneau.  Elle veut l’amener à faire la même chose.  Diffusion : le mardi 16 mars 1971.
93. Mademoiselle Prune est très malheureuse parce qu’elle n’a pas pu voir le dernier épisode de la fameuse émission Moi et l'autre.  Pour la consoler, Bobinette lance Bobino dans une parodie de cette émission.  Diffusion : le mercredi 17 mars 1971.
94. La professeur Barbenzinc n’arrête pas de téléphoner à la librairie alors que Bobino a de gros problèmes.  Diffusion : le jeudi 18 mars 1971.
95. Bobino, qui n’a pas fait d’escrime depuis longtemps, prétend qu’il est un peu rouillée.  Bobinette veut lui faire subir un traitement anti-rouille.  Diffusion : le vendredi 19 mars 1971.
96. Bobino transforme le vieux tourne-disque de Tapageur en appareil à enregistrer. Bobinette s’en sert pour jouer un tour à son grand frère.  Diffusion : le lundi 22 mars 1971.
97. Bobinette joue les japonaises expertes dans l’art de préparer des beaux bouquets de fleurs.  Diffusion : le mardi 23 mars 1971.
98. Bobinette se lance dans le métier de couturière pour des clients très spéciaux.  Diffusion : le mercredi, le 24 mars 1971.
99. La professeur Barbenzinc a inventé un appareil pour fabriquer de la lotion après rasage.  C’est Bobino qui est chargé d’en faire l’essaie.  Diffusion : le jeudi 25 mars 1971.
100. Mademoiselle Prune veut un carnet pour faire signer des autographes; malheureusement, c’est Bobinette qui la servira et pas du tout comme elle le veut.  Diffusion : le vendredi 26 mars 1971.

Commentaire :
Dans Ici Radio-Canada, il n'y a plus eu de synopsis jusqu'à la fin de la saison.
Parmi les films d'animation ou les courts-métrages, nous pouvions retrouver les marionnettes du Théâtre de l'enfance de Bruxelles qui présentaient les aventures de Plum-plum, de Bonhommet et Tilapin, Astérix, Gumby, Titus le lion, Kiri le clown, ainsi que Topino et Bonjour Facteur.
Le dernier épisode a été diffusé le vendredi 28 mai 1971 et la semaine suivante, c'est l'émission Ulysse et Oscar qui a pris la relève pour l'été.
Source :  Ici Radio-Canada - horaire de la télévision
Les textes de Bobino sont retranscrits avec l'aimable autorisation de M. Michel Cailloux, auteur des textes.